# مدینه دیکسون
مدینه دیکسون (به انگلیسی: Medina Dixon) (۲ نوامبر ۱۹۶۲ – ۸ نوامبر ۲۰۲۱) بازیکن بسکتبال اهل ایالات متحده آمریکا بود.
وی در مسابقات کشوری و بین‌المللی در مجموع برندهٔ ۱ مدال طلا و ۲ مدال برنز شده‌است.